# یابالچنی
یابالچنی (به بلغاری: Yabalcheni) یک منطقهٔ مسکونی در بلغارستان است که در شهرستان چرنوچن واقع شده‌است.
 یابالچنی ۳٫۲۱۹ کیلومتر مربع مساحت و ۱۴۹ نفر جمعیت دارد.